# Болгаро-российские отношения

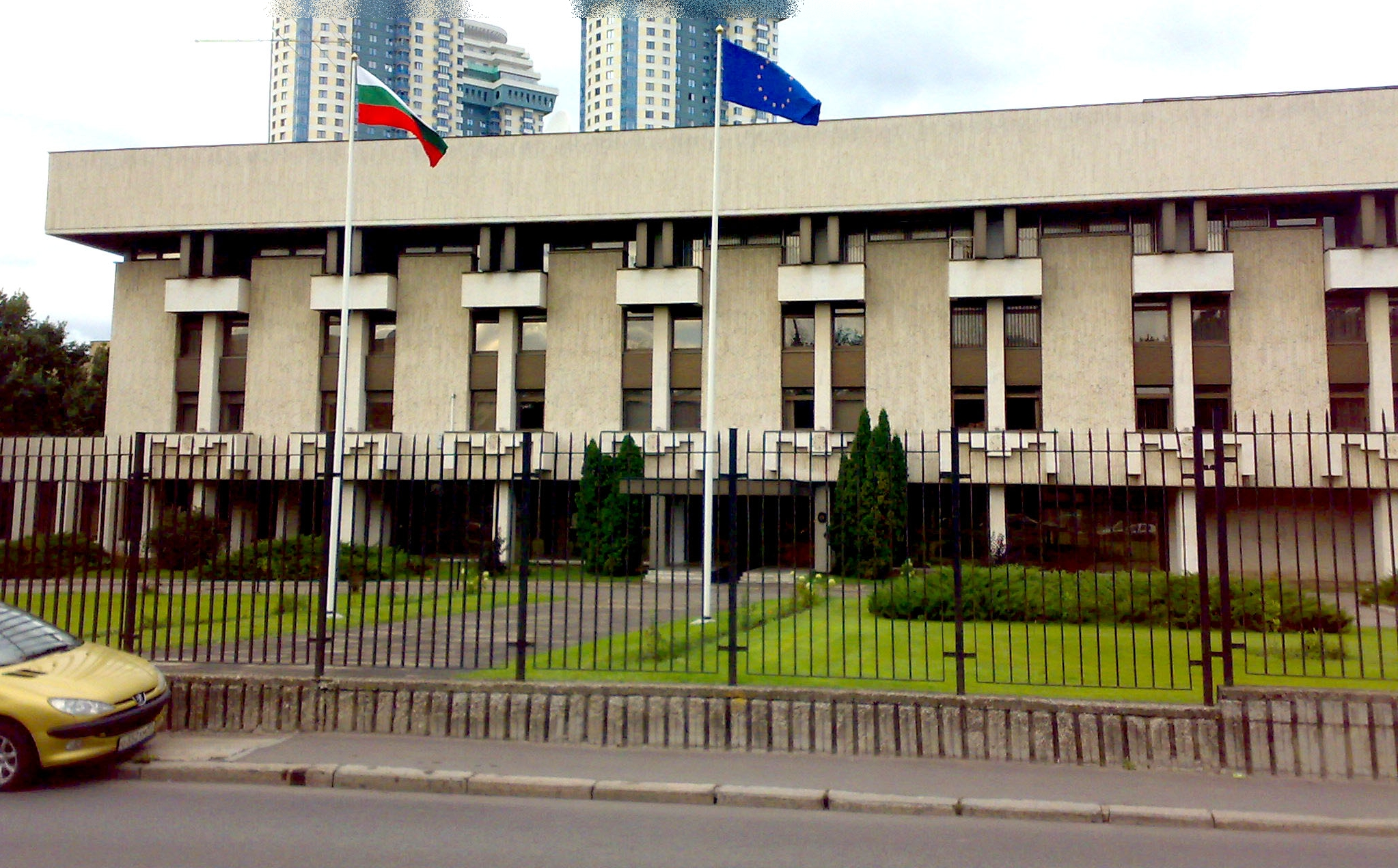
Посольство Болгарии в Москве

Отношения между Болгарией и Россией (болгарский: отношения между България и Русия) — двусторонние отношения между Болгарией и Россией. Болгария имеет посольство в Москве и три консульства (в Санкт-Петербурге, Новосибирске и Екатеринбурге). Россия, в свою очередь, располагает посольством в Софии, а также двумя консульствами (в Варне и Русе).

## История
В 1759 году в России был создан Болгарский полк.

### XIX и XX века
В ходе Русско-турецкой войны 1877—1878 годов бывшая до того в составе Османской империи Болгария находилась под русским управлением (июнь 1877 — июнь 1879 года).
Датой установления дипотношений между Российской империей и Болгарским княжеством принято считать 25 июня (7 июля) 1879 года, когда русский дипломатический агент вручил верительные грамоты болгарскому князю Александру Баттенбергу, — вскоре после подписания Берлинского трактата 1 июля того же года, на основании которого было создано де-факто (сохранялся номинальный османский сюзеренитет) независимое Болгарское княжество.
Отношения между Софией и Петербургом были напряжёнными и в период правления князя Александра Баттенберга стали конфронтационными: русское правительство отказалось поддерживать болгарское правительство в деле объединения страны и в войне с Сербией (осень 1885).
6 октября 1915 года дипломатические отношения прерваны — вследствие объявления Россией войны Болгарии 5 октября (ст.ст.), после того, как Болгария напала на Сербию в начале того же месяца (выступив на стороне Центральных держав).
Из иллюстрированного журнала «Искры» за 11 октября 1915 года: 

Вот как передает бывший секретарь нашей миссии в Софии Ю. В. Саблер внешнюю историю дипломатического разрыва Болгарии с её спасительницей. Возвращаясь после вручения ноты Радославову в миссию, я видел страшно самодовольных немцев. Тяжело было смотреть на развертывающуюся мобилизацию. Эти массы болгар, которые должны воевать против нас и наших доблестных друзей-сербов, должны стать под своими знаменами рядом с немцами. С момента вручения ультиматума никто из нас не показывался на улице. Наши друзья ярые руссофилы попрятались, как мыши. Заходил только Данев и, набравшись смелости, болтал что-то,- не то выражал соболезнование, не то сочувствие. На следующий день, в 2 часа 40 минут, начальник протокола Мильчев прибыл в миссию, передал запечатанный пакет с ответом на ультиматум и потребовал, чтобы я расписался на пакете и поставил час и минуту. Это было за два часа до истечения данного нами срока. Мы были готовы к катастрофе, — ответ не явился для нас неожиданным. Однако всех нас охватило чувство глубочайшей скорби и острой боли. Читая присланный ответ, написанный на болгарском языке, мы переживали ужасное состояние. Со здания миссии были немедленно сняты щит с Императорским гербом и русский флаг, а взамен их тот час же был водружен голландский флаг, и в нашу миссию перебрался председатель Голландии, принявший на себя защиту интересов русских подданных. Затем мы стали готовиться к отъезду. День 23 сентября прошел совершенно спокойно. Население столицы было совершенно равнодушно к происходящему разрыву. Фердинанд Кобургский, как сообщает корреспондент «Petit Paristen» в день разрыва два раза проехал мимо здания русской миссии, чтобы посмотреть на голландский флаг, заменивший русский.

После Октябрьской революции 1917 года часть болгарских военнопленных в России приняла активное участие в революционных событиях и гражданской войне. Некоторые русские военнопленные в Болгарии интегрировалось в болгарское общество и внесли вклад в науку и культуру страны.
В начале марта 1918 года дипломатические отношения были де-юре восстановлены в связи с подписанием и ратификацией Брестского мирного договора, но де-факто не осуществлялись. Послы назначены не были, однако был назначен специальный представитель Болгарии Стефан Чапрашиков, который успел вручить верительные грамоты Председателю ВЦИК РСФСР Свердлову. 13 ноября отношения были вновь прекращены, в связи с аннулированием Брестского договора Перемирие с Антантой и Нёйиский мирный договор также содержали пункты об аннулировании Брестского договора.
Дипломатические отношения между Болгарией и Советским Союзом были установлены 23 июля 1934 года.
1 марта 1941 года Болгария присоединилась к Тройственному пакту; тем не менее, не выступила против СССР после вторжения Германии и других стран «оси» в Советский Союз.
5 сентября 1942 года было закрыто советское консульство в Варне, а 15 сентября того же года из него были изъяты материалы, которые потом демонстрировались на антисоветской выставке.
С 1946 года по 1990 года существовала Народная Республика Болгария, в которой при помощи СССР существовал однопартийный коммунистический режим. Страна состояла в Организации Варшавского договора и Совете экономической взаимопомощи, организациях, функционировавших под руководством СССР.

### XXI век

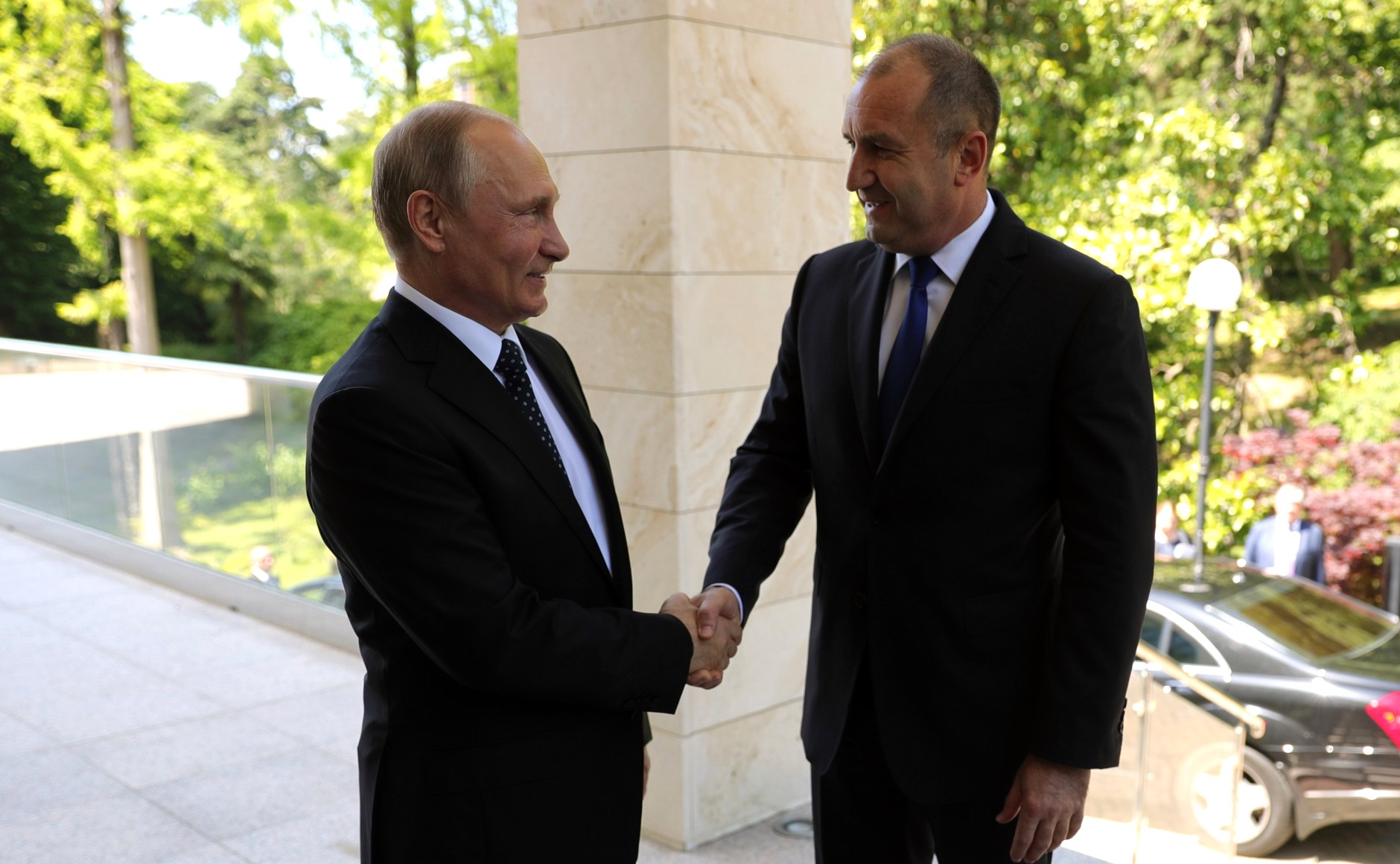
Президент Болгарии Румен Радев
с Президентом России
Владимиром Путиным.
Россия, Сочи, 22 мая 2018 года

В марте 2015 года Президент Болгарии Росен Плевнелиев отказался приехать в Москву на празднования по случаю 70-летия Победы в Великой Отечественной войне.
В сентябре 2015 года Болгария стала единственной страной, которая запретила пролёт над своей территорией российским самолётам с гуманитарным грузом для Сирии.
В сентябре 2019 года были задержаны секретарь и председатель болгарского движения «Русофилы» Юрий Борисов и Николай Малинов. Николай Малинов был обвинён в шпионаже в интересах РФ и предан суду.
28 октября 2019 года Болгария выдворила из страны российского дипломата по подозрению в шпионаже. Россия в качестве ответной меры выслала из Москвы сотрудника болгарского посольства.
В марте и в апреле 2021 года Болгария выдворяла российских дипломатов, заявив, кроме того, о возможной причастности шестерых граждан России к четырем взрывам на складах боеприпасов в 2011, 2015 и 2020 годах.
7 октября 2021 года полиция Болгарии задержала по подозрению в промышленном шпионаже гражданина России.
Агентство БНР 28 июня 2022 года со ссылкой на исполняющего обязанности премьера республики Кирила Петкова сообщило о решении выслать 70 российских дипломатов. Из-за высылки дипломатов посол России в Болгарии Элеонора Митрофанова поставит перед российским руководством вопрос о закрытии посольства в этой стране.
20 марта 2018 был выпущен почтовый блок, посвящённый 140-летию освобождения Болгарии и окончания Русско-турецкой войны 1877–1878 гг.». Н. Г. Столетов, И. В. Гурко, Э. И. Тотлебен.

## Послы
- Список послов Болгарии в России
- Список послов России и СССР в Болгарии

## Филателия

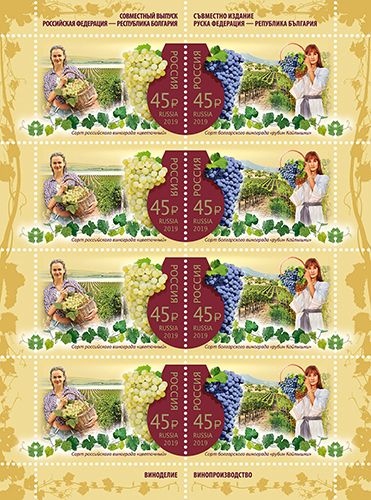
Лист «Совместный выпуск Российской Федерации и Республики Болгария. Виноделие». 2019 год
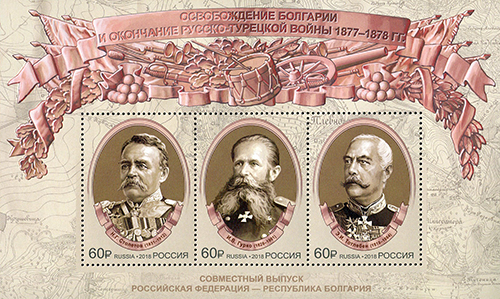
Совместный выпуск Российской Федерации и Республики Болгария. К 140-летию освобождения Болгарии и окончания Русско-турецкой войны 1877–1878 гг.